# Vállalati kapitalizmus
A vállalati kapitalizmus (angolul Corporate capitalism) a társadalomtudományokban és a közgazdaságtanban használt kifejezés, amelyet a hierarchikusan felépülő, bürokratikusan irányított, profitorientált vállalatok által dominált kapitalista vagy piacgazdasági rendszer jellemzésére használnak.
A vállalati kapitalizmus jellemzője, hogy a gazdaság és a piacok (jellemzően a munkaerőpiac) jelentős része esik részvénytársaságok vagy más formában létrehozott gazdasági társaságok befolyása alá. A gazdaságilag legfejlettebb országokban a vállalatok dominálják a gazdasági rendszert, piaci részesedésük elérheti akár az 50%-ot is.
A nagyvállalatok jellemzője, hogy a tulajdonosoknak (részvényeseknek) nem áll fenn személyes felelőssége a hitelezőkkel szemben, és nem vonhatók felelősségre a vállalat elmarasztalása esetén. Hasonló elven működnek a korlátolt felelősségű társaságok is, ellentétben az olyan - általában jogi személyiség nélküli - gazdasági társaságokkal (pl. betéti társaság), ahol a tulajdonos vagy a tulajdonosok személyesen ismertek és ahol a tulajdonos(ok) személyes felelősséget vállalnak a hitelezőkkel szemben.
A vállalatok lehetnek nyilvánosak, amikor a vállalat részvényeit értékpapírpiacokon szabadon meg lehet vásárolni, vagy zártak. A részvények kibocsátásának célja a tőkebevonás, amely a vállalat működését vagy terjeszkedését finanszírozza. A tulajdonosok (részvényesek) nevezik ki a vállalat irányításával megbízott tisztviselőket, akik hierarchikusan felépített vállalatirányítási rendszer segítségével működtetik a vállalatot. A vállalati hierarchia csúcsán a vezérigazgató (angol megnevezése Chief Executive Officer) áll, aki a vállalat működéséért és fejlődéséért felelős.
A vállalati kapitalizmust számos kritika érte a vállalatok hatalma és befolyása miatt, mivel ezek - méretüknél fogva - képesek hatást gyakorolni a kormányzati politikákra, a felügyeletükkel megbízott szervek működésére, esetenként a politikai választásokra is. A vállalatokat a társadalomtudósok azért is kritizálják, mert elsősorban csak a nyereség, a részvényesek haszna érdekli őket és nem tartják szem előtt az alkalmazottak vagy éppen a szélesebb társadalom érdekeit. A nagyvállalatok létezése alapjaiban sérti a demokrácia egyik alaptételét, miszerint a társadalom minden tagja egyenlő jogokkal és kötelességekkel bír.
Thomas Jefferson, az Egyesült Államok egyik alapító atyja és harmadik elnöke, a kapitalista vállalatokról szólva kijelentette, hogy "reményeim szerint csírájában tiporjuk el a pénzes nagyvállalatok arisztokráciáját, amely már most erőpróbára merészeli hívni a kormányt és szembe mer szállni az ország törvényeivel". Franklin D. Roosevelt, egy 1938-as kongresszusi beszédében, arra figyelmeztette a törvényhozás tagjait, hogy a vállalatok befolyásának növekedése akár fasizmushoz is vezethet:
A demokrácia szabadsága veszélyben forog, amikor az emberek odáig tűrik a személyes befolyás növekedését, hogy az már erősebbé válik, mint a demokratikus állam maga. Ez, lényegét tekintve, a fasizmus - a kormányzat ellenőrzése egy személy, egy csoport vagy bármely más, zártkörű társaság által.
[...] a Bureau of Internal Revenue [az amerikai adóhivatal] statisztikái elképesztő adatokat tartalmaznak 1935-re: "Vállalati eszközök tulajdona: a nemzet minden részéről összeírt összes vállalatból, 1%-uk egytizede birtokolja az összes vállalati eszköz 52%-át."
Dwight D. Eisenhower amerikai elnök ugyan kritizálta azt az elképzelést, amely a vállalatok befolyását a fasizmussal azonosította, de ennek ellenére felhívta a figyelmet a "fegyveres erők és a nagy hadiipari vállalatok" összefonódására 1961-es búcsúbeszédében. Eisenhower hangsúlyozta, hogy "szükséges egyensúlyt találni a nemzeti programokban és azok között - egyensúlyt a piacgazdaság és az állami befolyás között, egyensúlyt a költségek és a remélt haszon között."

## Fordítás
- Ez a szócikk részben vagy egészben  a   Corporate capitalism című angol Wikipédia-szócikk ezen változatának fordításán alapul.  Az eredeti cikk szerkesztőit annak laptörténete sorolja fel. Ez a jelzés csupán a megfogalmazás eredetét és a szerzői jogokat jelzi, nem szolgál a cikkben szereplő információk forrásmegjelöléseként.